# كفر دلهاب (مسلسل)
كفر دلهاب هو مسلسل رعب وإثارة مصري عُرض في عام 2017 خلال شهر رمضان، من بطولة يوسف الشريف ومحمد رياض وروجينا ومن إخراج أحمد نادر جلال.

## قصة المسلسل
تدور أحداث المسلسل في زمن قديم داخل قرية تُدعى “كفر دلهاب”، وهي قرية تعيش في ظل الجهل والشعوذة، حيث يسيطر عليها الخوف بسبب سلسلة من الظواهر الغامضة والمرعبة.
يظهر الطبيب سعد (يوسف الشريف) في القرية لعلاج الناس، لكنه يجد نفسه وسط أحداث غامضة تتعلق بروح فتاة تُدعى ريحانة، قُتلت ظلمًا وعادت لتنتقم من كل من ظلمها.
مع تصاعد الأحداث، تبدأ الأرواح في بث الرعب في قلوب أهل القرية، ويكتشف الطبيب أسرارًا خطيرة تتعلق بحقيقة مقتل ريحانة، كما يتبين أن له أجندة خاصة في الكفر، حيث يسعى للانتقام ممن ظلموه في الماضي.
تتوالى المفاجآت، ويكشف المسلسل عن صراعات على السلطة، وخبايا الماضي المظلمة، وسط أجواء مليئة بالغموض والسحر الأسود.

## الممثلون
| الممثل              | الشخصية                  | الدور              |
| ------------------- | ------------------------ | ------------------ |
| يوسف الشريف         | سعد - شهاب الدين - دلهاب | طبيب               |
| محمد رياض           | بهاء الدين كتخده         |                    |
| روجينا              | زهرة                     |                    |
| أحمد سعيد عبد الغني | تاج الدين أبو العز       |                    |
| سهر الصايغ          | هند                      |                    |
| صفاء الطوخي         | نوال                     | أم هند             |
| هادي الجيار         | أبو العز                 | شيخ الغفر          |
| سامي مغاوري         | بركة البحيري             |                    |
| محمد فريد           | عم نعيم                  | العطار             |
| محمود حجازي         | طلبه                     | مساعد الطبيب       |
| رامز أمير           | بٍشر توفيق                | ابن الترزي         |
| ثراء جبيل           | دلال                     |                    |
| مي القاضي           | طاهرة                    |                    |
| عبد الرحيم حسن      | حمدان الشرقاوي           |                    |
| ناهد رشدي           | ناهدة                    | جدة الطفلة الصغيرة |
| محمد خميس           | عجبه                     | حرامي القبور       |
| محمد حمدي           | بخيت                     | ابن حمدان الشرقاوي |
| شمم الحسن           | نسيم                     |                    |
| محمد أبو الوفا      | خفاجة                    | الساحر             |
| عبد الحميد سند      | عباس                     | ابن الكفر          |
| لبنى محمود          | سندس                     | حماه زاهية وطاهرة  |
| عبير فاروق          | فنار                     | خادمة نوال         |